# عملیات کلاه قرمز

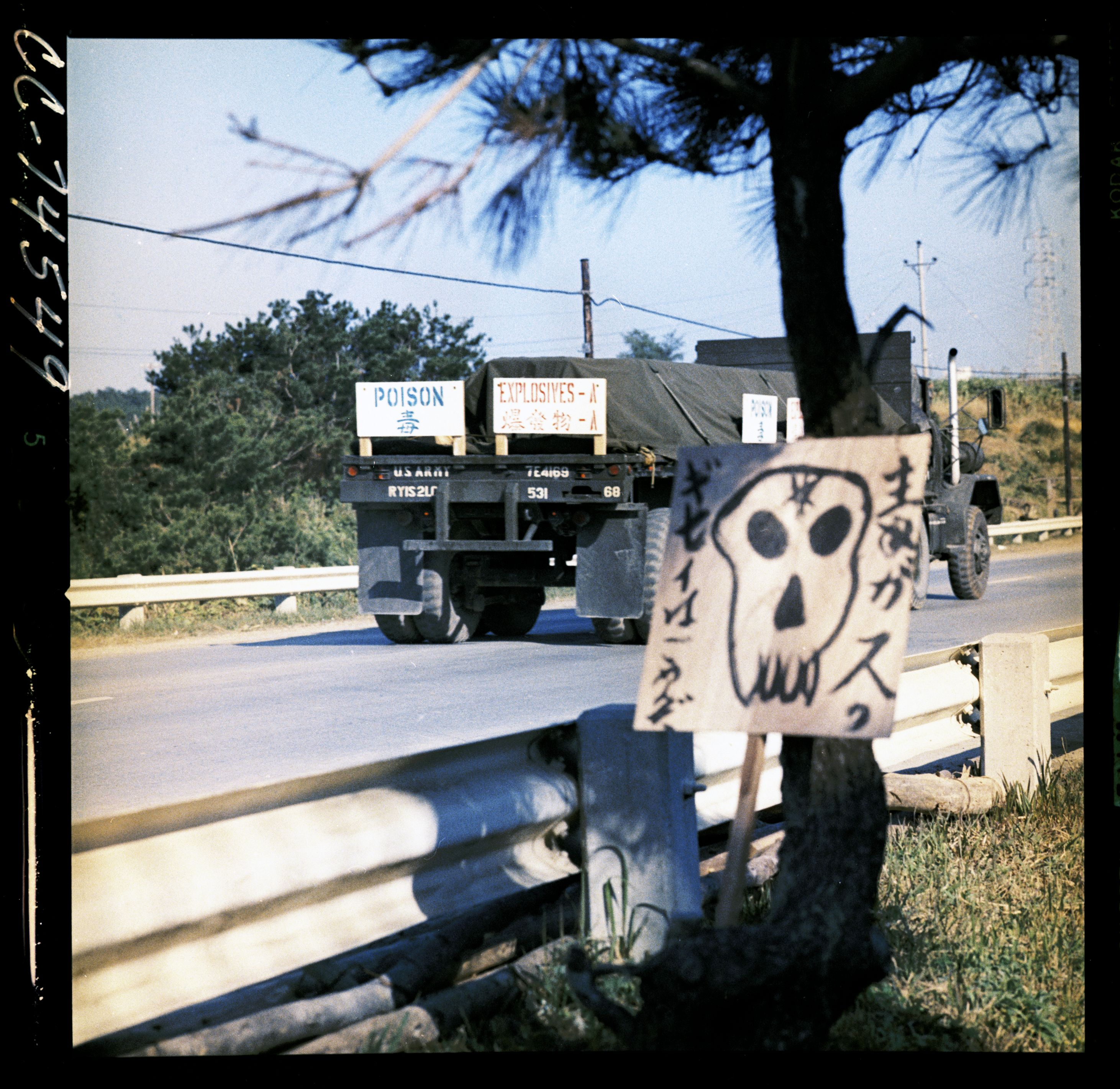
انتقال تسلیحات شیمیایی از روستای نوبوریکاوا در اوکیناوا

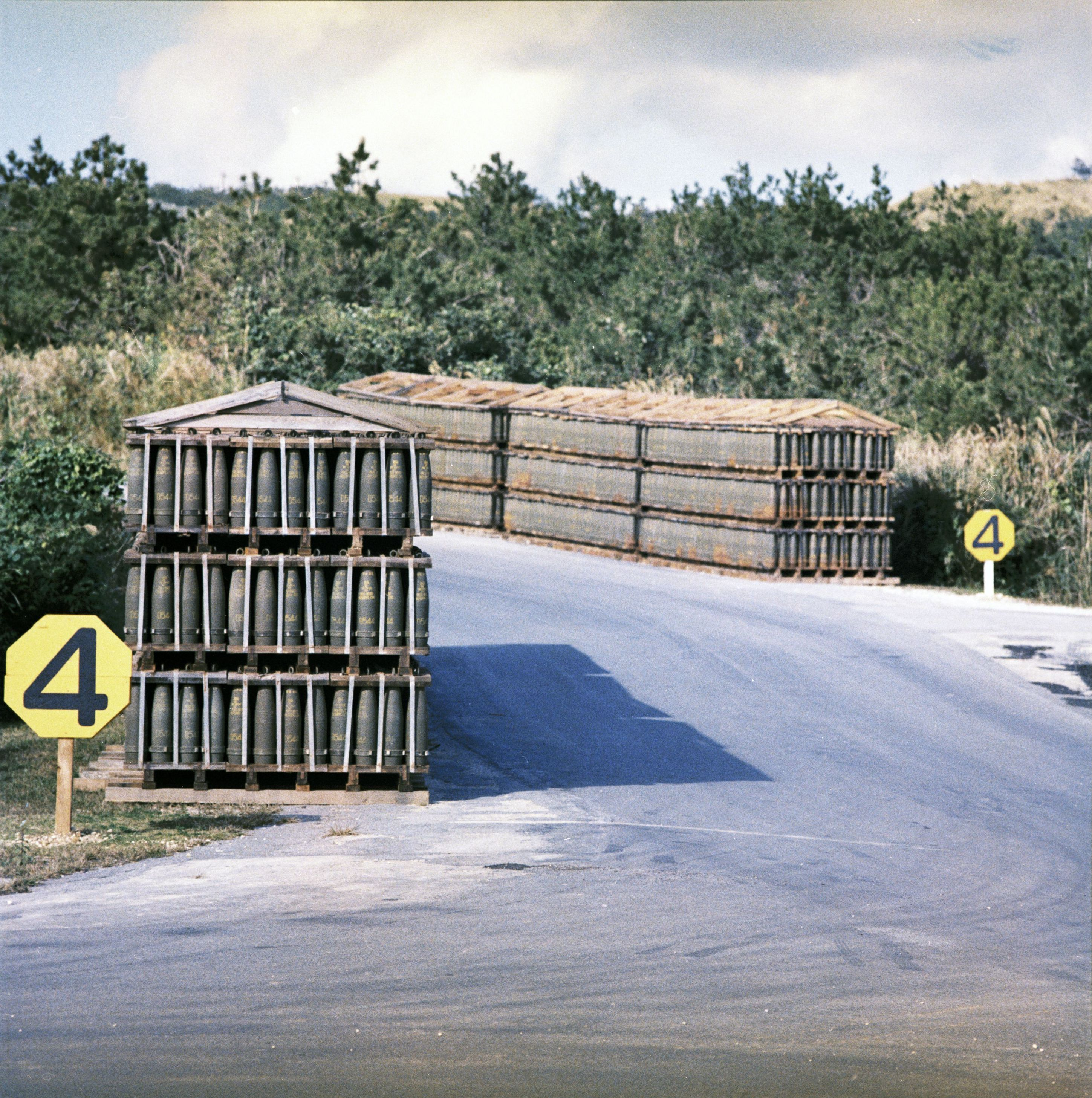
دپوی مهمات شیمیایی در چیبانا، فوریه ۱۹۶۹

عملیات کلاه قرمز (به انگلیسی: Operation Red Hat) به مجموعه اقدامات نیروهای مسلح ایالات متحده آمریکا در سال ۱۹۷۱ گفته می‌شود که برای انتقال مهمات و جنگ افزارهای شیمیایی آمریکا از اوکیناوای ژاپن به آب سنگ جانستون در اقیانوس آرام انجام شد.